# 永安洲镇
永安洲镇，是中华人民共和国江苏省泰州市高港区下辖的一个乡镇级行政单位。

## 行政区划
永安洲镇下辖以下地区：
兴洲社区、福沙社区、新街社区、永兴社区、兴隆社区、建安社区、永胜社区、上桥社区、中心社区和东江社区。